# 썬텍 파워
썬텍 파워 주식회사 Suntech Power Holdings Co., Ltd. (중국어: 尙德電力; pinyin: Shàngdé) (NYSE: STP)는 세계 최대의 태양광 패널 제조회사이다. 2010년 말에 연 생산량 1800메가와트를 달성하였다. 주요 글로벌 시장마다 사무실 혹은 생산기지를 보유하고 있으며 1300만기의 태양광 패널을 세계 80여개국 수천개 기업에 공급하고 있다. 중국 우시에 있는 본사는 국제업무의 총지휘부로 세계최대의 건물 일체형 태양광패널(BAPV)이 정면에 장착되어 있다.

## 설비관련
썬텍파워는 세계 각지의 여러 태양광 발전소와 설비를 시공하고 공급해 왔다. 주목할 만한 시설은 아래와 같다.
- Clif Bar Headquarters
- The Wharf, Sydney Theatre Company Headquerters (Sydney, Australia)
- Alamosa Power Plant (Colorado, USA)
- Arizona State University (Arizona, USA)
- Beijing National Stadium (Beijing, China)
- Elecnor Power Plant (Trujillo, Spain)
- Masdar City Solar Farm (Abu Dhabi, UAE)
- Nellis Air Force Base (Nevada, USA)
- Expo 2010 Shanghai (Shanghai, China)
- Ketura Sun (Kibbutz Ketura, Israel)

또한 썬텍의 에너지 솔루션 부서는 2007년 6월 구글사의 1.6메가와트급 태양광 설비를 완공했다. 썬텍파워는 이스라엘계 Solarit Doral사와 협력하여 골란고원 Katzrin의50킬로와트급 지붕형 발전설비 프로젝트에 참여했고 2008년 12월부터 전력망과 연결되었다. 썬텍의 태양광패널은 이스라엘 최초의 상업용 태양광시설인 Ketura Sun field에 이용되었다. 이 시설은 Arava Power Company가 개발한 것이다. 2010년 썬텍은 태양광 패널 선적량에서 1.49기가와트를 달성하여 최고 선적량을 기록하였다(PVinsights자료 참고). 2011년부터 2기가이상의 선적량을 달성할 계획이 있었으나, 태양광 부속품 가격이 2011년부터 자유가격화하면서 이 목표는 달성하기 어려워졌다. 태양광패널 가격 침체기에 중국회사들은 원가관리에서 우월한 경쟁력을 드러내었다. 2011년 3분기 첫날, 썬텍은 위약금 1억2천만 달러를 지불하고MEMC와의 웨이퍼(기판) 장기계약을 파기한다고 선언하였다. 2011년 조사된 중국 5대 태양광업체인 썬텍, 잉리, Trina, Canadian, Jinko의 시장점유율은 2009년 17.2%에서 2011년 30%로 대폭 상승하였다. 5대 중국 태양광 모듈 업체는 거의 2년 반만에 총 시장점유율을 2배로 늘려 세계시장의 3분의 1을 점유하게 되었다.

## 글로벌 기업활동
썬텍파워는 중국, 호주, 미국, 스위스, 스페인, 이탈리아, 독일, 일본, 두바이(UAE)에 대표 사무실이 있고 중국 우시(Wuxi/無錫), 뤄양(Luoyang/洛陽), 칭하이(Qinghai/靑海), 상하이(上海), 그리고 독일, 일본, 또한 미국 아리조나 Goodyear에 생산시설이 있다. 썬텍 아메리카는 캘리포니아 샌프란시스코주에 있으며, 아리조나 피닉스에서 2010년부터 생산시설을 운용할 계획이다. 또한 미국 태양광 사업 그룹(American solar panel industry groups)의 중요 직책에 실무자를 파견하고 있다.

## 수상내역
썬텍파워는 2008년 Frost & Sullivan Solar Energy Development Company of the Year를 수상했다. . Frost & Sullivan의 연구분석가 Mary John은 말한다. ”이 회사의 높은 에너지 효율성과 합리적 가격, 그리고 건축물 일체형의 다양한 고객수요 맞춤이 가능한 BIPV시스템과 결정 PV전지, 그리고 태양광 에너지 전력전환기술 영역에서의 선구자적 성공사례는 매우 고무적입니다. 전 세계의 에너지 수요에 부응할 뿐 아니라 고객들도 그들의 수요에 정확히 일치하는 맞춤형 BIPV시스템과 다른 고 에너지 효율성 제품에 대해 높은 만족도를 나타내고 있습니다.”
Andalay AC의 태양광PV패널은 2009년 MSN이 선정한 가장 훌륭한 제품으로 선정되었다. 설비시공과 운용의 편리성을 제고한 혁신이 선정 이유였다. 썬텍파워는 Akeena Solar(AKNS)가 판매하는 Andalay Solar Panel의 부속을 공급하는 주요업체이기도 하다.

## 창립
스정롱(施正榮 Shi Zheng Rong)박사는 썬텍파워의 창립자, 회장 겸 CEO이다. 그는 호주 뉴사우스웨일즈 대학의 School of Photovoltaic and Renewable Energy Engineering의 졸업생이다. 수학기간 중 Martin Green교수의 제자로 있다가 현 썬텍 CTO인 Stuart Wenham을 만났다. 그는 2010년 1월 Zayed Future Energy Prize 최고상을 수상했으며 2007년에는 타임지 선정 환경분야의 영웅(Heros of the Environment)으로 뽑혔다. 그는 또한 “세계최초의 녹색 억만장자”로 종종 거론되기도 한다. 또 그는 뉴사우스웨일스대의 방문교수로 지명된 바 있다.

## 투자자
2005년 뉴욕주식시장에 상장되기 전 썬텍은 Actis Capital 또는 Goldman Sachs등의 비공개 기업투자회사의 컨소시엄을 통해 자금을 조달했다. 각 투자사가 원 투자금의 10배의 수익을 취했으므로 썬텍에 대한 컨소시엄의 비공개 기업투자는 중국에서 역대 최상의 고수익 투자로 인식되고 있다.